# GFKドゥボチツァ
グラズキ・フドバルスキ・クルブ・ドゥボチツァ（セルビア語: Градски фудбалски клуб Дубочица, セルビア・クロアチア語: Gradski fudbalski klub Dubočica）は、セルビアのレスコヴァツをホームタウンとするサッカークラブである。

## 歴史
1923年にRSKツルヴェナ・ザスタヴァ（セルビア語: Раднички спортски клуб Црвена застава, セルビア・クロアチア語: Radnički sportski klub Crvena zastava）として創設された。
2023年8月21日に新スタジアムのスタディオン・ドゥボチツァが開場した。

## 歴代所属選手
- ゴラン・ストイリコヴィッチ 1985-1987
- アレクサンダル・コツィッチ 1989-1990
- ラディヴォイェ・マニッチ 1991-1992
- ヴク・ボグダノヴィッチ 2024